# Lacinius angulifer
Espèce
Synonymes
- Acantholophus angulifer Simon, 1878

Lacinius angulifer est une espèce d'opilions eupnois de la famille des Phalangiidae.

## Distribution
Cette espèce se rencontre en Algérie, au Maroc et en France en Corse.
Sa présence est incertaine en Espagne.

## Description
Les syntypes mesurent de 6 à 8 mm.
Le mâle décrit par Roewer en 1923 mesure 6 mm et la femelle 8 mm.

## Systématique et taxinomie
Cette espèce a été décrite sous le protonyme Acantholophus angulifer par Simon en 1878. Le nom Acantholophus C. L. Koch, 1839 étant préoccupé par Acantholophus Dejean, 1834, il est remplacé par Lacinius par Banks en 1893.

## Publication originale
- Simon, 1878 : « Descriptions d'Opiliones (faucheurs) nouveaux de la faune circa-Méditerranéenne. » Annales de la Société Royale Zoologique de Belgique, Comptes rendus des séances, vol. 21, p. 215-224 (texte intégral).